# World Football 98
World Football 98 (Kiko World Football ou Puma World Football) est un jeu vidéo de sport (football) développé et édité par Ubisoft, sorti en 1998 sur DOS et Windows.

## Accueil
- PC Jeux : 88 %[1]